# خشيلاء سهمية النصل

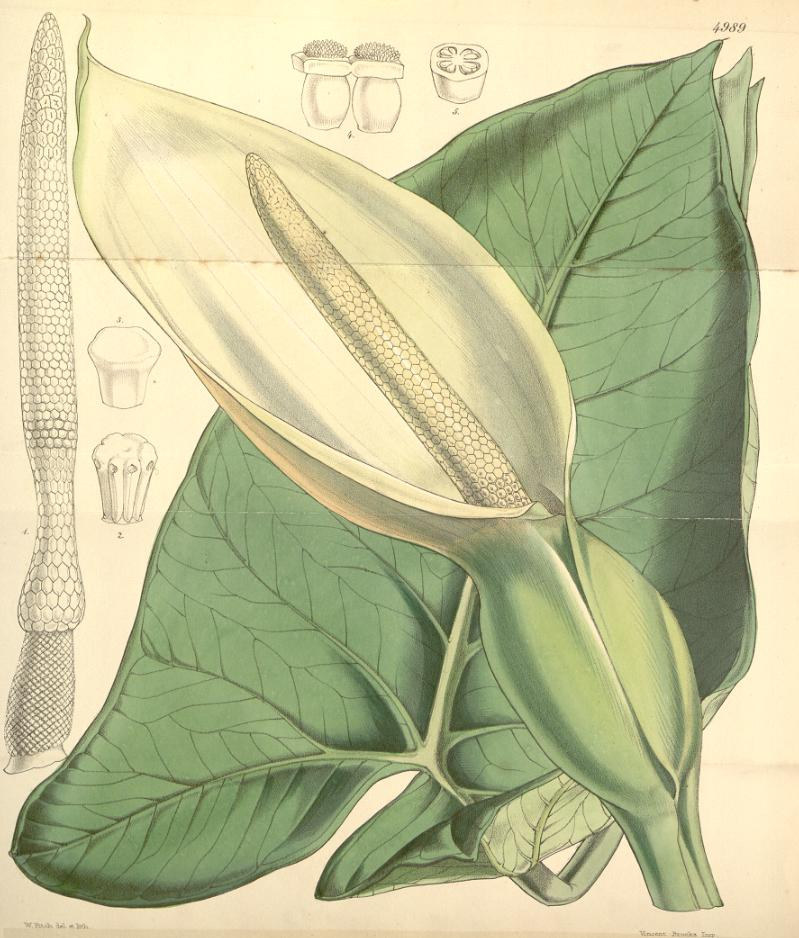
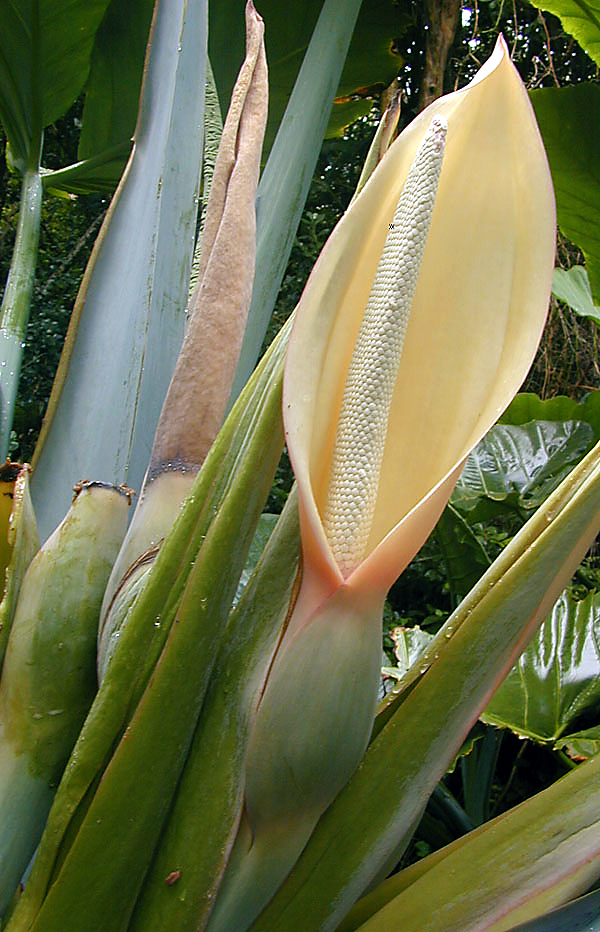

خُشَيْلاء سهمية النصل نوع من النباتات المزهرة الاستوائية في جنس الخشيلاء ، الذي ينتج جعثنًا صالحًا للأكل. تعلو من ١٠٠ إلى ١٢٠ سم. أوراقها مستطيلة المعاليق الخضر كبيرة النصال التي تطول من ٣٠ إلى ٦٠ سم سهمية الشكل ذربة الفلق الجانبية. ضبتها أقصر من شرعافها الذي يطول من ١٦ إلى ١٨ سم. وهو إلى الخضار الأطحل المواج.